# Rafael de la Viesca y Méndez
Rafael de la Viesca y Méndez fue un abogado, político y escritor español nacido en Cádiz en el 31 de julio de 1861 y fallecido el 17 de noviembre de 1908. Fue diputado a Cortes, senador del Reino, director general de Agricultura, subsecretario del Ministerio de Hacienda, presidente del Ateneo y casino gaditanos y fundador del diario La Dinastía.